# نستور غيين
نستور غيين (بالإسبانية: Néstor Guillén Olmos) (و. 1890 – 1966 م) هو محامي، وسياسي من بوليفيا ولد في لاباز.
تولى منصب رئيس بوليفيا .